# 邵说
邵说（?—?），唐朝相州安阳（今河南省安阳市）人。
举进士擢第，担任判官，没有就任，被史思明俘获。作为史思明及其子史朝义的官员，主兵事。史朝义失败，归顺郭子仪，留幕府。历任长安令、秘书少监。唐德宗即位后，擢升为吏部侍郎、太子詹事，以才干著称。建中三年，其友严郢被贬，他劝朱泚为其讼冤，自己起草申冤奏书，于是被贬为归州刺史。

## 延伸阅读
[在维基数据编辑]
 在维基文库阅读此作者作品
 《舊唐書/卷137》，出自刘昫《舊唐書》